# Reuss-Selbitz
Reuss-Selbitz o Reuss-Lobenstein-Selbitz fue una rama secundogenitura de la línea más joven de la Casa de Reuss que existió desde 1718 hasta 1824, aunque recién obtuvo el señorío territorial en 1805.

Escudo de Reuss-Lobenstein y Selbitz

## Historia
La rama Reuss-Selbitz se creó cuando Enrique XXVI (1681-1730), quinto hijo del conde Enrique III de Reuss-Lobenstein (gobernó entre 1671 y 1710), contrajo matrimonio con Juliana Rebecca von Tattenbach (1692-1739) en 1715. Ella heredó la mitad del feudo caballeresco de Selbitz, que, al igual que la otra mitad, incluía un castillo con varias granjas. Los agricultores pagaban su renta directamente al caballero, pero este no poseía derechos señoriales. Tras la muerte de su suegro, Gotthard Quintin von Tattenbach, Enrique XXVI tomó posesión de su mitad correspondiente del feudo caballeresco de Selbitz en 1718.
Enrique XXVI fue sucedido en 1730 por su hijo mayor, Enrique XI, y tras su muerte en 1745 por su hermano Enrique XIX. En 1778, este último vendió su mitad del feudo caballeresco al margrave Alejandro de Brandeburgo-Ansbach, pero continuó viviendo en Selbitz.
En 1805, la rama Reuss-Lobenstein se extinguió. Dado que Reuss-Selbitz descendía de Reuss-Lobenstein, Enrique XXI, hermano de los ya mencionados Enrique XI y Enrique XIX, fue el heredero. Dada su edad, ¡tenía 85 años! en ese momento, cedió el trono a su sobrino Enrique LIV, hijo de Enrique XXV. Este se convirtió en el nuevo conde (y en 1806, príncipe) de Lobenstein. Como resultado, la rama Reuss-Selbitz adquirió derechos señoriales.
Enrique LIV falleció en 1824 sin descendencia, lo que provocó la extinción de la rama Reuss-Selbitz. Reuss-Lobenstein pasó a manos de Enrique LXXII de Reuss-Ebersdorf y se unió a Reuss-Lobenstein-Ebersdorf.

## Gobernantes

### Condes soberanos de Reuss-Selbitz
- Enrique XXVI, 1718-1730
- Enrique XI, 1730-1765
- Enrique XIX, 1765-1778

Vendido a Alejandro de Brandeburgo-Ansbach

### Condes titulares de Reuss-Selbitz
- Enrique XIX, 1778-1783
- Enrique XXI, 1783-1807

Enrique XXXV aquiere Reuss-Lobenstein